# Flashover Recordings
Flashover Recordings is een Nederlands platenlabel voor trancemuziek. Het werd in 2005 opgericht door diskjockey Ferry Corsten. Sublabels van Flashover Recordings zijn onder andere Aleph Recordings, Levare Recordings, Boom Tsjak en MoodyMoon Recordings. Flashover Recordings is op zijn beurt weer een 'imprint' van Black Hole Recordings.
Musici die op het label uitkwamen zijn onder meer Ferry Corsten, Gouryella, Sidone, Breakfast, Coburn, Dave Walker, Mason en Tritonal. 